# Список судинних рослин України — мальпігієцвіті
Список місцевих рослин України з порядку мальпігієцвіті є продовженням Списку судинних рослин України. Мальпігієві (Malpighiales) в рідній флорі України представлені родинами: руслицеві (Elatinaceae), молочаєві (Euphorbiaceae), звіробоєві (Hypericaceae), льонові (Linaceae), Phyllanthaceae, вербові (Salicaceae), фіялкові (Violaceae).

### Місцеві мальпігієцвіті (Malpighiales)
| №   | Вид | Розповсюдження в Україні | Джерело інформації | Родина                  | Зображення |
| --- | --- | --- | ------------------ | ----------------------- | ---------- |
| 1   | Руслиця кільчаста Elatine alsinastrum Stephan ex Willd.                                                                                    | У стоячих неглибоких водоймах, плавнях, на болотах — розсіяно майже на всій території, за винятком Криму | [ 2 ]              | Руслицеві Elatinaceae   |            |
| 2   | Руслиця угорська Elatine hungarica Moesz                                                                                                   | На берегах водойм, у канавах, воді — у Закарпатті, Степу (на півдні), рідко; у ЧКУ має статус «Вразливий» | …                  | …                       |            |
| 3   | Руслиця перцева Elatine hydropiper L. | У стоячих водоймах, на мулистих болотах, у воді та берегах — майже на всій території, розсіяно, крім Криму | …                  | …                       |            |
| 4   | Elatine triandra Schkuhr | ? | [ 3 ]              | …                       |            |
| 5   | Звіробій стрункий Hypericum elegans Stephan ex Willd.                                                                                      | На степових схилах, кам'янистих оголеннях — на Поліссі рідко; у Лісостепу та Степу спорадично; у Криму рідко | [ 2 ]              | Звіробоєві Hypericaceae |            |
| 6   | Звіробій гісополистий Hypericum hyssopifolium Chaix                                                                                        | На сухих схилах — у гірському Криму | …                  | …                       |            |
| 7   | Звіробій льонкоподібний Hypericum linarioides Bosse                                                                                        | На кам'янистих схилах, на яйлах — у Криму | …                  | …                       |            |
| 8   | Звіробій гірський Hypericum montanum L. | У лісах, на лісових узліссях, у чагарниках — у Карпатах, на Поліссі, на півн. ч. Лісостепу, на ПБК, дуже рідко (м. Кастель) | …                  | …                       |            |
| 9   | Звіробій звичайний Hypericum perforatum L.                                                                                                 | На відкритих сухих схилах, у чагарниках, світлих лісах — по всій території | …                  | …                       |            |
| 10  | Звіробій шорсткий Hypericum hirsutum L. | У лісах, чагарниках — у Закарпатті, Прикарпатті, Лісостепу, зазвичай; у північній частині Степу і Криму в передгір'ях (в букових лісах), рідко                                                                                                   | [ 4 ]              | …                       |            |
| 11  | Звіробій сланкий Hypericum humifusum L. | На кам'янистих схилах, пісках, полях — у Закарпатті, Карпатах, Прикарпатті, Волинському Лісостепу (Рівненська обл., Красноармійськ) і західному Лісостепу (Львівська обл.)                                                                       | …                  | …                       |            |
| 12  | Звіробій плямистий Hypericum maculatum Crantz                                                                                              | На луках, у чагарниках, на узліссях і галявинах у змішаних лісах — у Карпатах, на Поліссі, у Лісостепу, досить звичайна; у Степу, дуже рідко (Луганська обл., с. Кремінне)                                                                       | …                  | …                       |            |
| 13  | Звіробій крилатий Hypericum tetrapterum Fr.                                                                                                | На вологих луках, берегах річок і озер — у Закарпатті, Прикарпатті, Розточчі-Опіллі, Поліссі, Донецькому лісостепу (околиці Сніжного, на пагорбі Савур-Могила), у Степу, дуже рідко (Херсонська обл., Голопристанський р-н, с. Збур'ївка; Одеса) | …                  | …                       |            |
| 14  | Звіробій витягнутий Hypericum elongatum Ledeb. ex Rchb.                                                                                    | у Гірському Криму | [ 5 ]              | …                       |            |
| 15  | Hypericum lydium Boiss. | у Криму | [ 6 ]              | …                       |            |
| 16  | Hypericum montbretii Spach | у Криму | [ 7 ]              | …                       |            |
| 17  | Звіробій великоцвітий Hypericum richeri Vill.                                                                                              | ? | [ 8 ]              | …                       |            |
| 18  | Фарбувальниця звичайна Chrozophora tinctoria (L.) A.Juss.                                                                                  | У засмічених місцях, виноградниках, садах — на ПБК | [ 9 ]              | Молочаєві Euphorbiaceae |            |
| 19  | Молочай польовий Euphorbia agraria M.Bieb.                                                                                                 | У степах на сухих і кам'янистих схилах, у чагарниках, на полях і вздовж доріг — у пд.-зх. ч. Лісостепу, Донецькому Лісостепу, на півдні Степу і в Криму                                                                                          | [ 9 ]              | …                       |            |
| 20  | Молочай мигдалолистий Euphorbia amygdaloides L.                                                                                            | У широколистяних та хвойних лісах, на узліссях, між чагарниками — у Карпатах, західному та Правобережному (на заході) Лісостепу, гірському Криму                                                                                                 | …                  | …                       |            |
| 21  | Euphorbia erythrodon Boiss. & Heldr., syn. Euphorbia kotovii Klokov                                                                        | На скелях і осипах у найбільш піднятій частині гірського Криму (на яйлах) | …                  | …                       |            |
| 22  | Молочай Ледебура Euphorbia ledebourii Boiss.                                                                                               | На кам'янистих місцях — у Криму | …                  | …                       |            |
| 23  | Молочай блискучий Euphorbia lucida Waldst. & Kit.                                                                                          | На заплавних луках та у верболозах — у Поліссі й західній частині Лісостепу | …                  | …                       |            |
| 24  | Молочай миртолистий Euphorbia myrsinites L.                                                                                                | На кам'янистих схилах, осипах — у гірському Криму | …                  | …                       |            |
| 25  | Молочай узбережний Euphorbia paralias L.                                                                                                   | На пісках та галечниках морського узбережжя — у Криму. У ЧКУ має статус «вразливий» | …                  | …                       |            |
| 26  | Молочай скелелюбний Euphorbia petrophila C.A.Mey.                                                                                          | На крейдяних і вапнякових відслоненнях, кам'янистих відслоненнях і скелях — у Донецькому Лісостепу та Приазов'ї, по всьому Криму | …                  | …                       |            |
| 27  | Молочай широколистий Euphorbia platyphyllos L.                                                                                             | На галявинах у лісах і на затінених засмічених місцях — у лісових і лісостепових районах та Криму | …                  | …                       |            |
| 28  | Молочай верболистий Euphorbia salicifolia Host                                                                                             | На сухих луках, степових галявинах, узліссях, полях і вздовж доріг — тільки на Правобережжі, головним чином у Лісостепу | …                  | …                       |            |
| 29  | Молочай сарептський Euphorbia sareptana A.K.Becker, syn. Euphorbia tanaitica Pacz.                                                         | На степових схилах — рідко в сх. ч. Лісостепу і Степу, у Криму на Керченському півострові | …                  | …                       |            |
| 30  | Молочай туринський Euphorbia taurinensis All., syn. Euphorbia graeca Boiss. & Spruner                                                      | На кам'янистих місцях і схилах — у Криму | [ 10 ]             | …                       |            |
| 31  | Молочай малоазійський Euphorbia aleppica L.                                                                                                | Був зібраний у XIX ст. у Криму під Севастополем; пізніше його не знаходили | [ 11 ]             | …                       |            |
| 32  | Молочай дрібний Euphorbia exigua L. | На полях та засмічених місцях — у західному та правобережному Лісостепу, Передкарпатті та Криму, рідко | …                  | …                       |            |
| 33  | Молочай осиполюбний Euphorbia glareosa Pall. ex M.Bieb.                                                                                    | На кам'янистих місцях, щебенистих та піщаних осипах — у передгірній та гірській частині Криму | …                  | …                       |            |
| 34  | Молочай городній Euphorbia peplus L. | На полях, уздовж доріг — у лісових та лісостепових р-нах | …                  | …                       |            |
| 35  | Молочай Сеґ'є Euphorbia seguieriana Neck.                                                                                                  | На пісках, відслоненнях, У степах — на всій території крім Карпат і гірського Криму | …                  | …                       |            |
| 36  | Молочай степовий Euphorbia stepposa Zoz ex Prokh.                                                                                          | У степах, на степових і кам'янистих схилах, відслоненнях вапняків і крейди, а також як бур'ян на полях і вздовж доріг — у лісостепових і степових р-нах; на Правобережжі переважно в Степу                                                       | …                  | …                       |            |
| 37  | Молочай гранчастий Euphorbia angulata Jacq.                                                                                                | На узліссях і в розріджених лісах, на схилах — у західних, лісових і лісостепових районах. У Карпатах, тільки в Передкарпатті й рідко у Вулканічних Карпатах                                                                                     | [ 12 ]             | …                       |            |
| 38  | Молочай країнський Euphorbia carniolica Jacq.                                                                                              | На полонинах і в гірських лісах, на галявинах, від передгір'їв до субальпійського пояса — у Карпатах, за винятком Закарпаття | …                  | …                       |            |
| 39  | Молочай карпатський Euphorbia carpatica Wol.                                                                                               | У гірських лісах, на узліссях і в чагарниках у субальпійському поясі; у Закарпатті спускається нижче — у Карпатах, крім Передкарпаття і Чивчино-Гринявських гір                                                                                  | …                  | …                       |            |
| 40  | Euphorbia illirica Lam., syn. Euphorbia klokovii Dubovik, Euphorbia villosa Waldst. & Kit. ex Willd., Euphorbia volhynica Besser ex Racib. | На галявинах і по узліссях у широколистяних лісах, у чагарниках і на степових схилах — у Прикарпатті, Расточсько-Опольських лісах, зх. Лісостепу, заходить у зх. Полісся, Правобережний Лісостеп та Злаково-Луговий Степ                         | …                  | …                       |            |
| 41  | Молочай різнобарвний Euphorbia epithymoides L., syn. Euphorbia lingulata Heuff.                                                            | У чагарниках – на Закарпатті, півд. ч. Подільської височини та пд.-зх. ч. Придніпровської | …                  | …                       |            |
| 42  | Молочай болотяний Euphorbia palustris L.                                                                                                   | На заплавних луках, болотах, тальвегах степових балок — на всій території крім високогір'я Карпат і Криму, досить звичайний, але частіше трапляється на Лівобережжі                                                                              | …                  | …                       |            |
| 43  | Молочай напівволохатий Euphorbia semivillosa (Prokh.) Krylov                                                                               | На узліссях і луках, у долинах річок — на Лівобережжі та в лісостепових і степових районах, на Правобережжі — у Правобережному Лісостепу | …                  | …                       |            |
| 44  | Молочай Сояка Euphorbia sojakii (Chrtek & Krísa) Dubovik                                                                                   | У гірських лісах — у Карпатах (Бескиди, Вулканічні Карпати і Закарпаття) | …                  | …                       |            |
| 45  | Молочай кримський Euphorbia tauricola Prokh.                                                                                               | На узліссях — у західній частині гірського Криму | …                  | …                       |            |
| 46  | Молочай дрібноцвітий Euphorbia chamaesyce L., syn. Euphorbia massiliensis DC.                                                              | На полях і відкритих засолених місцях — на півдні Степу і в Криму | [ 13 ]             | …                       |            |
| 47  | Молочай серпуватий Euphorbia falcata L. | Уздовж доріг, на полях — у Лісостепу та Степу, головним чином у лівобережній частині й у Криму | …                  | …                       |            |
| 48  | Молочай досонячний Euphorbia helioscopia L., у т. ч. Euphorbia helioscopioides Loscos & J.Pardo                                            | На засмічених відкритих місцях, уздовж доріг, на городах, рідше на полях — у лісових і лісостепових районах (рідко на Лівобережжі) та Криму | …                  | …                       |            |
| 49  | Молочай простертий Euphorbia humifusa Willd.                                                                                               | На полях і вздовж доріг як бур'ян, на півдні Степу — у Правобережному і Лівобережному злаковому степу, у Приазовській частині Лівобережного Злаково-Луговому Степу і Криму                                                                       | …                  | …                       |            |
| 50  | Молочай приморський Euphorbia peplis L. | На приморських засолених пісках — на узбережжі Чорного та Азовського морів | …                  | …                       |            |
| 51  | Молочай прямий Euphorbia stricta L. | У лісах і тінистих засмічених місцях — у лісових і лісостепових районах та Криму | …                  | …                       |            |
| 52  | Молочай густоволохатоплодий Euphorbia valdevillosocarpa Arvat & Nyár.                                                                      | На узліссях, галявинах, відкритих сонячних місцях та схилах — у зх. Лісостепу та Правобережному Злаковому Степу на кордоні з Молдовою, дуже рідко. У ЧКУ має статус «зникаючий»                                                                  | …                  | …                       |            |
| 53  | Молочай кипарисовий Euphorbia cyparissias L.                                                                                               | На степових схилах та відкритих піщаних місцях, у соснових та змішаних лісах, долинах річок, на полях, баштанах та вздовж доріг — по всій території, крім Донецького Лісостепу; у Криму, дуже рідко, можливо, заносна рослина                    | [ 14 ]             | …                       |            |
| 54  | Молочай гострий Euphorbia esula L. | На луках і трав'янистих схилах, уздовж доріг — може бути знайдений у західному Лісостепу або Закарпатті | …                  | …                       |            |
| 55  | Молочай тонкостеблий Euphorbia leptocaula Boiss.                                                                                           | На степах і степових схилах — у степових районах, пн. і цн. ч. Степового Криму, а також на Керченському півострові і в передгір'ях Криму | …                  | …                       |            |
| 56  | Молочай тонкий Euphorbia subtilis (Prokh.) Prokh.                                                                                          | На степових схилах і оголеннях, на узліссях — у Лісостепу та на північному сході Степу | …                  | …                       |            |
| 57  | Молочай прутяний Euphorbia virgata Waldst. & Kit.                                                                                          | На сухих луках, берегах і в чагарниках, як бур'ян на полях і в садах — на всій території | …                  | …                       |            |
| 58  | Euphorbia basarabica Prodan | ? | [ 15 ]             | …                       |            |
| 59  | Молочай солодкий Euphorbia dulcis L. | У Закарпатті: Берегівський район, с. Деренківець та в Карпатах, дуже рідко | [ 16 ]             | …                       |            |
| 60  | Euphorbia iberica Boiss. | Наводиться для Криму (околиці м. Севастополь, гора Мангуп-Кале) | [ 16 ]             | …                       |            |
| 61  | Молочай жорсткий Euphorbia rigida M.Bieb.                                                                                                  | На шиферних та глинистих скелях, осипи, кам'янистих місцях — на ПБК, а також в околицях с. Привільне (колишнє с. Таушан-Базар) Сімферопольського району і на Ай-Петринській яйлі                                                                 | [ 16 ]             | …                       |            |
| 62  | Euphorbia saratoi Ardoino, syn. Euphorbia virgultosa Klokov                                                                                | По всій території України, як бур'ян на полях і в садах. Вид раніше (Klokov1955, Prokudin1987) наводився під назвою E. virgultosa Klokov, яку помилково розглядали як таксономічний синонім E. virgata Waldst. & Kit.                            | [ 16 ]             | …                       |            |
| 63  | Молочай південноєвропейський Euphorbia nicaeensis All.                                                                                     | ? | [ 17 ]             | …                       |            |
| 64  | Euphorbia oblongifolia (K.Koch) K.Koch | ? | [ 18 ]             | …                       |            |
| 65  | Euphorbia terracina L. | ? | [ 19 ]             | …                       |            |
| 66  | Переліска однорічна Mercurialis annua L.                                                                                                   | На бур'янах і полях — у Степу (Одеса, Маріуполь) та Криму | [ 20 ]             | …                       |            |
| 67  | Переліска круглолиста Mercurialis ovata Sternb. & Hoppe                                                                                    | У лісах і чагарниках — у західному Лісостепу | …                  | …                       |            |
| 68  | Переліска багаторічна Mercurialis perennis L.                                                                                              | У лісах та чагарниках — на всій території, за винятком південних степових районів та Криму | …                  | …                       |            |
| 69  | Льон австрійський Linum austriacum L. | У степах, сухих луках, схилах та кам'янистих місцях — на всій території (на півдні та в Криму звичайний, у зх. ч., рідко) | [ 21 ]             | Льонові Linaceae        |            |
| 70  | Льон гірський Linum extraaxillare Kit. | На гірських луках, полонинах — в альпійському і субальпійському поясах Карпат | …                  | …                       |            |
| 71  | Льон жилкуватий Linum nervosum Waldst. & Kit.                                                                                              | По степах, узліссях, сухих луках, серед чагарників, на кам'янистих схилах, оголеннях — у Степу на Лівобережжі, часто; на півдні Правобережжя, рідше; у Криму, звичайний                                                                          | …                  | …                       |            |
| 72  | Льон багаторічний Linum perenne L. | По степах, схилах, узліссях, сухих луках, серед чагарників, часто також на вапнякових і крейдяних оголеннях, рідше на пісках — на півдні Полісся, у Лісостепу та Степу, розсіяно                                                                 | …                  | …                       |            |
| 73  | Linum squamulosum Rudolphi ex Willd., у т. ч. Linum euxinum Juz.                                                                           | Сухими схилами, чагарниками, кам'янистими місцями — у Криму, передусім у гірській частині | …                  | …                       |            |
| 74  | Льон бессарабський Linum basarabicum (Săvul. & Rayss) Klokov ex Juz.                                                                       | На степових схилах з вапняковим підґрунтям і вапнякових гіпсових і сланцевим відслоненням — у західному Лісостепу (у басейні Дністра), нерідко. У ЧКУ має статус «неоцінений»                                                                    | [ 22 ]             | …                       |            |
| 75  | Льон дрібнощитковий Linum corymbulosum Rchb.                                                                                               | У сухих кам'янистих місцях і схилах, особливо поблизу узбережжя моря — у зх. частині ПБК, на схід від Алушти | …                  | …                       |            |
| 76  | Льон Черняєва Linum czernjajevii Klokov | На крейдяних, вапнякових і гранітних оголеннях — у Лівобережних Лісостепу та Степу, звичайний; на Правобережжі, рідкісний (Херсонська обл., Нововоронцовський р-н, с. Золота Балка; Бериславський р-н, с. Качкарівка над Дніпром)                | …                  | …                       |            |
| 77  | Льон жовтий Linum flavum L. | На узліссях, чагарниках, лісових потоках, схилах і лугових степах — майже на всій території, але частіше в Степу | …                  | …                       |            |
| 78  | Льон шорсткий Linum hirsutum L. | У степах, кам'янистих схилах, узліссях, серед чагарників — у Степу, переважно в пд.-сх. ч. б. м. звичайний | …                  | …                       |            |
| 79  | Льон Палляса Linum pallasianum Schult. | На кам'янистих місцях, скелях, вапнякових осипах — у Криму, розсіяно (Керченський півострів; м. Старий Крим, м. Феодосія, смт Судак; м. Севастополь — Херсонес). У ЧКУ має статус «рідкісний»                                                    | …                  | …                       |            |
| 80  | Льон прямий Linum strictum L. | На відкритих схилах, уздовж доріг — у південному Криму, рідко, на захід від Алушти | …                  | …                       |            |
| 81  | Льон кримський Linum tauricum Willd. | Зростає зрідка в Криму, правобережному Степу, на південному заході Лісостепу | …                  | …                       |            |
| 82  | Льон тонколистий Linum tenuifolium L. | По сухих щебнистих і кам'янистих схилах, вапнякових і крейдяних відслоненнях, рідше на степових ділянках — від пд. ч. Лісостепу до ПБК, нерідко                                                                                                  | …                  | …                       |            |
| 83  | Льон український Linum ucranicum (Griseb. ex Planch.) Czern.                                                                               | На крейдяним оголеннях — у Лівобережних Лісостепу та Степу, передусім по Сіверському Донцю та його притоках (Харківська, Луганська й Донецька області)                                                                                           | …                  | …                       |            |
| 84  | Льон проносний Linum catharticum L. | На вологих луках, у світлих лісах — майже на всій території, крім Степу; частіше в Поліссі | [ 23 ]             | …                       |            |
| 85  | Льон вузлоцвітий Linum nodiflorum L. | На схилах, вздовж доріг і на трав'янистих місцях — у Криму, нерідко в передгір'ї | …                  | …                       |            |
| 86  | Льон тристовпчиковий Linum trigynum L. | На кам'янистих схилах і оголеннях, на полях і бур'янах — зрідка у гірському та південному Криму; наводиться для Закарпаття (м. Ужгород та м. Берегове)                                                                                           | …                  | …                       |            |
| 87  | Льон дворічний Linum bienne Mill. | У Криму | [ 24 ]             | …                       |            |
| 88  | Льонець дрібний Radiola linoides Roth | У вологих піщанистих місцях, у борах — у лісових районах і Лісостепу розсіяно; у Степу рідко (у долинах Дніпра, Самари і Сів. Донця з притоками)                                                                                                 | [ 23 ]             | …                       |            |
| 89  | Куряча ніжка звичайна Andrachne telephioides L.                                                                                            | На сухих кам'янистих схилах, виноградниках, у садах — майже по всьому Криму | [ 20 ]             | Phyllanthaceae          |            |
| 90  | Тополя біла Populus alba L. | У заплавних лісах як лісотвірна порода з вербою, дубом і в'язом, у пониженнях серед пісків — звичайна по всій території; часто розводить у садах, парках і на вулицях                                                                            | [ 25 ]             | Вербові Salicaceae      |            |
| 91  | Осокір Populus nigra L. | У заплавних лісах, заплавах, групами чи поодиноко | …                  | …                       |            |
| 92  | Осика Populus tremula L. | У лісах — по всій території | …                  | …                       |            |
| 93  | Верба гостролиста Salix acutifolia Willd.                                                                                                  | Піщаними берегами річок і відкритими пісками — майже по всій Україні, крім Криму, Карпат, Розточчя та західного Лісостепу | [ 26 ]             | …                       |            |
| 94  | Верба двоколірна Salix bicolor Ehrh. ex Willd.                                                                                             | У високогір'ях Карпат (Чорногора), дуже рідко | …                  | …                       |            |
| 95  | Верба козяча Salix caprea L. | У лісах, на узліссях, біля будинків — часто в лісових районах, рідше в лісостепових та гірському Криму, відсутня у степових | …                  | …                       |            |
| 96  | Верба вовчеликова Salix daphnoides Vill.                                                                                                   | Береги гірських річок — у Карпатах, дуже рідко (поки достовірно відомі лише в районі Коломиї) | …                  | …                       |            |
| 97  | Верба лапландська Salix lapponum L. | По торф'яних болотах — на Поліссі, часто; у Волинському Лісостепу та Розточчі, рідко; одне місце знаходження в Карпатах (торфовище під Говерлою), проте не відомо, чи збереглося воно тепер. У ЧКУ має статус «вразливий»                        | …                  | …                       |            |
| 98  | Верба мирзинолиста Salix myrsinifolia Salisb.                                                                                              | У чагарниках, на лісових узліссях, переважно на торф'янистому ґрунті — рідко у північних районах Полісся та Розточчя (до ок. Львова) | …                  | …                       |            |
| 99  | Верба чорнична Salix myrtilloides L. | Болотами — на Поліссі, часто; у Волинському Лісостепу, зрідка. У ЧКУ має статус «вразливий» | …                  | …                       |            |
| 100 | Верба пурпурова Salix purpurea L. | По берегах річок, серед сирих лук — захід (приблизно до лінії Луцьк — Вінниця — Тираспіль); гірський Крим; у Карпатах до висоти 1100–1200 метрів                                                                                                 | …                  | …                       |            |
| 101 | Верба розмаринолиста Salix rosmarinifolia L.                                                                                               | На болотах, торф'янистих луках, пісках — по всій Україні, крім Криму та Приазов'я | …                  | …                       |            |
| 102 | Верба сиза Salix starkeana Willd. | По сирих чагарниках і узліссях, у сосняках — дуже рідко і розсіяно по пн. ч. України (до лінії Львів – Бердичів – Київ – Пирятин – Харків). У ЧКУ має статус «вразливий»                                                                         | …                  | …                       |            |
| 103 | Верба лозова Salix viminalis L. | На берегах річок — на Поліссі, Прикарпатті та Карпатах, досить розсіяно; у Лісостепу, рідко; відома також із низовин Дністра та Дунаю | …                  | …                       |            |
| 104 | Верба Виноградова Salix vinogradovii A.K.Skvortsov                                                                                         | Береги річок, відкриті балки — на сх. та центральних лісостепових та степових районах (приблизно до лінії Суми — Кіровоград — Маріуполь) | …                  | …                       |            |
| 105 | Верба біла Salix alba L. | На берегах річок, на сирих місцях; дуже часто розводять — звичайний по всій Україні; у Карпатах та Криму до висоти 800 метрів | [ 27 ]             | …                       |            |
| 106 | Верба альпійська Salix alpina Scop. | На сирих вапнякових скелях в альпійському поясі — у Карпатах (гора Близниця), рідко. У ЧКУ має статус «зникаючий» | …                  | …                       |            |
| 107 | Верба вушката Salix aurita L. | По сирих чагарниках, лісових галявинах, на торф'янистому, підзолистому або піщаному ґрунті — нерідко на Поліссі, у поясі букових і хвойних лісів Карпат; поодинокі місця знаходження в Лісостепу                                                 | …                  | …                       |            |
| 108 | Верба сива Salix eleagnos Scop. | На грубих галечниках, особливо вапнякових, на кам'янистих схилах, обривах — тільки в Карпатах, переважно в долинах, що відкриваються на південь, доволі розсіяно, до висоти 800 метрів                                                           | …                  | …                       |            |
| 109 | Верба трав'яна Salix herbacea L. | В альпійському поясі, на місцях, де довго залежується сніг – у Карпатах, рідко (гори Близниця, Піп Іван Мармароський). У ЧКУ має статус «рідкісний»                                                                                              | …                  | …                       |            |
| 110 | Верба п'ятитичинкова Salix pentandra L. | Болотами й сирими місцями — нерідко в Карпатах і Поліссі, рідше в Лісостепу (Лівобережній, Правобережній, Волинській та Західній); у Лівобережному Степу у басейні Самари                                                                        | …                  | …                       |            |
| 111 | Верба сітчаста Salix reticulata L. | Вказується для альпійського поясу Карпат (Чорногора) | …                  | …                       |            |
| 112 | Верба туполиста Salix retusa L. | На скелях та кам'яних розсипах альпійського пояса — зрідка на хр. Чорногора у Карпатах. У ЧКУ має статус «рідкісний» | …                  | …                       |            |
| 113 | Верба силезька Salix silesiaca Willd. | У лісах, на узліссях, околицях полів, біля доріг — дуже звичайна у середній і верхній частинах лісового поясу Карпат, рідше – у нижній частині; поодинокі місця знаходження у Передкарпатті (ок. Львова)                                         | …                  | …                       |            |
| 114 | Верба тритичинкова Salix triandra L. | На берегах водойм, сирих місць — по всій Україні, звичайний | …                  | …                       |            |
| 115 | Верба попеляста Salix cinerea L. | По сирих лісах і чагарниках, болотах і низинах, канавах, берегах стоячих водойм — майже по всій Україні, нерідко; у Криму, рідше | [ 28 ]             | …                       |            |
| 116 | Фіялка розросла Viola accrescens Klokov | На степових схилах, узліссях, сухих луках, яйлах — в Лісостепу, Степу та Криму; на Правобережжі, зрідка | [ 29 ]             | Фіялкові (Violaceae)    |            |
| 117 | Фіалка собача Viola canina L. | У лісах, чагарниках, на вологих луках — на всій території, крім крайнього півдня та степових р-нів Криму | …                  | …                       |            |
| 118 | Фіалка пагорбкова Viola collina Besser | На схилах, узліссях, чагарниках — у Лісостепу, зрідка | …                  | …                       |            |
| 119 | Фіалка висока Viola elatior Fr. | На узліссях, у чагарниках — у Лісостепу, Степу та гірському Криму | …                  | …                       |            |
| 120 | Фіялка шорстка Viola hirta L. | У лісах, чагарниках, на схилах — на всій території, крім крайнього півдня та Криму | …                  | …                       |            |
| 121 | Фіялка Жордана Viola jordanii Hanry | На узліссях і схилах — у західному Лісостепу і на крайньому заході Степу, рідко | …                  | …                       |            |
| 122 | Фіалка дивовижна Viola mirabilis L. | У лісах, чагарниках — на всій території, зазвичай; у степових районах, рідше | …                  | …                       |            |
| 123 | Фіялка низька Viola pumila Chaix | На узліссях, лугах, схилах — у Закарпатті | …                  | …                       |            |
| 124 | Фіалка лісова Viola reichenbachiana Jord. ex Boreau                                                                                        | У лісах — на всій території, звичайно | …                  | …                       |            |
| 125 | Фіалка Рівіна Viola riviniana Rchb. | У лісах — тільки в Поліссі, зрідка | …                  | …                       |            |
| 126 | Фіялка каменелюбна Viola rupestris F.W.Schmidt                                                                                             | На відслоненнях — у західному Лісостепу | …                  | …                       |            |
| 127 | Фіялка Зига Viola sieheana W.Becker | У лісах, чагарниках, на яйлах — у Криму | …                  | …                       |            |
| 128 | Фіалка персиколиста Viola stagnina Kit. ex Schult.                                                                                         | На вологих луках, узліссях — в Закарпатті, Карпатах, Поліссі та Лісостепу | …                  | …                       |            |
| 129 | Фіялка донська Viola tanaitica Grosset | У лісах, переважно дубових — в Лісостепу, Степу зазвичай; в гірському Криму рідко | …                  | …                       |            |
| 130 | Фіалка багнова Viola uliginosa Besser | На болотах, заболочених місцях — у Закарпатті рідко; у Поліссі звичайно; у Лівобережному Лісостепу зрідка | …                  | …                       |            |
| 131 | Фіалка біла Viola alba Besser | У лісах, чагарниках — на Закарпатті та західному Лісостепу, спорадично. У ЧКУ має статус «рідкісний» | [ 30 ]             | …                       |            |
| 132 | Фіалка різнолиста Viola epipsila Ledeb. | На болотах і торф'янистих луках — у Лівобережному Поліссі, зрідка | …                  | …                       |            |
| 133 | Фіялка Джоя Viola jooi Janka | На кам'янистих схилах — у західному Лісостепу, дуже рідко. У ЧКУ має статус «вразливий» | …                  | …                       |            |
| 134 | Фіалка запашна Viola odorata L. | У лісах, чагарниках, садах — на всій території | …                  | …                       |            |
| 135 | Фіялка болотяна Viola palustris L. | На болотах та торф'яних луках, у заболочених лісах — у Карпатах, на Поліссі, звичайно; у Лісостепу (смт Бобрик Полтавської обл.) та Степу (м. Кремінна), зрідка                                                                                  | …                  | …                       |            |
| 136 | Фіялка приємна Viola suavis M.Bieb. | У лісах, чагарниках — у Карпатах, Поліссі, Лісостепу і Степу, Криму | …                  | …                       |            |
| 137 | Фіялка двозначна Viola ambigua Waldst. & Kit.                                                                                              | На степових схилах, відслоненнях, узліссях — у Закарпатті, Лісостепу, Степу та Криму | [ 31 ]             | …                       |            |
| 138 | Фіалка польова Viola arvensis Murray | На полях і городах — на всій території | [ 32 ]             | …                       |            |
| 139 | Фіялка двоцвіта Viola biflora L. | У вологих кам'янистих місцях і скелях біля виходу джерел — у Карпатах, зазвичай | …                  | …                       |            |
| 140 | Viola hymettia Boiss. & Heldr., syn. Viola cretacea Klokov, Viola lavrenkoana Klokov                                                       | На крейді — на півдні Донецької обл. (Амвросіївський р-н) | …                  | …                       |            |
| 141 | Фіалка триколірна Viola tricolor L. | На луках, узліссях, уздовж доріг — у західному Поліссі | …                  | …                       |            |
| 142 | Фіялка дакійська Viola dacica Borbás | На полонинах — у Карпатах, спорадично | [ 2 ]              | …                       |            |
| 143 | Фіалка відхилена Viola declinata Waldst. & Kit.                                                                                            | На полонинах — у Карпатах, звичайний | …                  | …                       |            |
| 144 | Фіялка кримська Viola oreades M.Bieb. | На яйлах — у Криму. У ЧКУ має статус «рідкісний» | …                  | …                       |            |
| 145 | Фіялка Китайбеля Viola kitaibeliana Schult.                                                                                                | ? | [ 33 ]             | …                       |            |
| 146 | Viola occulta Lehm. | ? | [ 34 ]             | …                       |            |